# Dungeons & Dragons: Frăția hoților
Dungeons & Dragons: Frăția hoților (Dungeons & Dragons: Honor Among Thieves) este un film american de comedie de acțiune din 2023, regizat de Jonathan Goldstein și John Francis Daley⁠(d), care au scris scenariul împreună cu Michael Gilio după o poveste de  Chris McKay⁠(d) și Gilio. Bazat pe jocul de rol de masă Dungeons & Dragons, are loc în campania Forgotten Realms și nu are legături cu trilogia anterioară de filme lansată între 2000 și 2012. Filmul îi are în distribuție pe Chris Pine, Michelle Rodriguez, Regé-Jean Page⁠(d), Justice Smith⁠(d), Sophia Lillis⁠(d) și Hugh Grant. 
Producția a trecut prin diferite faze de dezvoltare începând cu 2013, începând cu Warner Bros. Pictures după ce a învins Hasbro și Universal Pictures într-un proces pentru drepturile de ecranizare pentru jocul de rol de masă, înainte de a trece la Paramount Pictures, fiecare cu diverși scriitori și regizori. Goldstein și Daley au fost ultimii scriitori/regizori, folosind elemente din încercarea anterioară a regizorului Chris McKay⁠(d) și scenaristului Michael Gilio⁠(d). Filmările au început în aprilie 2021 în Islanda și mai târziu în Irlanda de Nord.
Dungeons & Dragons: Honor Among Thieves a avut premiera mondială la South by Southwest la 10 martie 2023 și a fost lansat în Statele Unite ale Americii la 31 martie 2023, de către Paramount Pictures. Filmul a avut recenzii pozitive de la critici, dar a avut performanțe slabe la box office, încasând peste 208 milioane de dolari americani în întreaga lume, fără a atinge pragul de rentabilitate.  Un serial de televiziune spin-off este în dezvoltare la Paramount+, cu  Drew Crevello⁠(d) ca producător executiv și showrunner.

## Prezentare
Înainte de a fi închis, bardul Edgin Darvis a slujit pentru Harpers, un ordin de menținere a păcii, până când soția sa a fost ucisă de discipolii unui vrăjitor roșu pe care îl arestase.
Însoțit de barbara Holga Kilgore, Edgin a încercat să-și facă o viață nouă pentru el și fiica sa Kira, apelând la furt, făcând echipă cu vrăjitorul amator Simon Aumar, cu artistul escroc Forge Fitzwilliam și cu misterioasa cunoștință a lui Forge, Sofina. În timp ce făcea un raid într-o fortăreață Harper, Edgin a încercat să fure o „Tabletă a Retrezirii” pentru a-și învia soția, dar el și Holga au fost capturați în timp ce complicii lor au scăpat.
După doi ani de închisoare în arcticul Revel's End, cei doi, fără să știe că au fost iertați, evadează în Neverwinter și află că Forge a devenit Lord⁠(d) acolo, după ce stăpânul său anterior a căzut într-o incapacitate misterioasă. Forge a avut grijă de Kira, convingând-o că lăcomia egoistă a lui Edgin a dus la arestarea lui. Se dezvăluie că Sofina este un vrăjitor roșu și împreună au orchestrat capturarea lui Edgin și Holga.
Sofina încearcă să-i execute pe Edgin și Holga, dar aceștia evadează și decid să jefuiască seiful lui Forge și s-o aducă acasă pe Kira în timpul viitoarelor Jocuri înalte ale Soarelui (High Sun Games), având nevoie de tabletă pentru a-și dovedi nevinovăția în fața Kirei și pentru a o învia pe soția lui Edgin. Jocurile de gladiatori au fost anterior interzise, dar Forge le-a reinstituit, promițând că jocurile vor aduce turiști și bani. Edgin și Holga îl urmăresc pe Simon pentru a-l ajuta; el sugerează să-l recruteze și pe Doric, un druid a cărui comunitate forestieră luptă cu tăierea forțată a pădurilor comandată de Forge.
Schimbat într-o muscă, Doric se infiltrează în castelul lui Forge, descoperind că seiful are apărări magice de la Mordenkainen⁠(d), pe care Simon nu le poate dezactiva. Simon crede că o relicvă magică, coiful „The Helm of Disjunction”, le-ar putea dezactiva. Ei călătoresc într-un vechi cimitir pentru a-i întreba pe strămoșii lui Holga unde să-l găsească. Simon înviază morții cu un talisman suficient de mult pentru ca aceștia să răspundă la cinci întrebări fiecare. Cadavrele dezvăluie că i-au dat coiful lui Xenk Yandar, un paladin care a fugit din țara lui, Thay, când Szass Tam⁠(d) i-a transformat pe locuitori într-o armată de nemorți. Nefiindu-i puse suficiente întrebări, un cadavru rămâne „în viață”.
După ce l-a forțat pe Edgin să jure că va distribui orice recompensă câștigată poporului, Xenk ghidează grupul prin Underdark pentru a recupera coiful. Cu ajutorul unui obiect de teleportare obținut de la fostul soț al lui Holga, ei găsesc relicva, dar sunt atacați de asasinii din Thaya trimiși de Sofina. Xenk luptă împotriva asasinilor și ajută grupul să scape de dragonul roșu obez Themberchaud înainte de a pleca.
Simon are probleme în a stăpâni puterea coifului, așa că decid să folosească toiagul pentru a intra în seif în timpul jocurilor. Simon și Holga se infiltrează prin ușa sigilată magic, dar găsesc camera goală, cu excepția unei capcane magice. Sofina, deghizată în Kira, îl supune pe Edgin. Grupul este capturat și forțat să participe la jocuri, dar reușește să scape de pe stadion. Doric descoperă că Forge a încărcat comoara pe o barcă și se pregătește să fugă. Grupul fură barca și o salvează pe Kira de Forge, care i-a amenințat viața.
În timp ce evadează, grupul realizează că Sofina a organizat jocurile pentru a atrage o mulțime masivă și a le transforma într-o armată de nemorți folosind blestemul care i-a distrus pe Thay. Grupul se întoarce, transportând bogățiile furate ale lui Forge din barcă împreună cu obiectul de teleportare și le răspândesc prin oraș cu ajutorul unui balon cu aer cald, atrăgând oamenii afară din stadion înainte ca vraja Sofinei să aibă efect.
Înfuriată de înfrângerea sa, Sofina atacă grupul, dar Simon reușește să-și stăpânească magia și să anuleze vraja de oprire a timpului a Sofinei, permițându-i Kirei să folosească un pandantiv de invizibilitate pe care Edgin și Holga i l-au dat în copilărie pentru a-i pune o brățară anti-magie pe Sofina. Sofina este ucisă când este atacată de Doric sub forma unei bufnițe și apoi zdrobită de resturi care cad, dar Holga este rănită mortal. Edgin folosește tableta pentru a o readuce la viață, acceptând că a vrut să-și aducă înapoi soția doar pentru el, în timp ce Holga a devenit deja o parte adevărată a familiei lor. Doric arată că vrea să aibă o relație cu Simon.
Restaurat la putere, bătrânul Lord din Neverwinter declară echipa ca eroi ai tărâmului. Xenk îl trimite pe Forge la Revel's End, unde nu reușește în mod spectaculos să scape așa cum au făcut Edgin și Holga când i se refuză iertarea.

## Distribuție
- Chris Pine –  Edgin Darvis, un bard și fost membru al lui Harpers . [20] După ce soția sa a fost ucisă, și-a crescut fiica Kira împreună cu prietena sa Holga. În închisoare, plănuiește evadarea cu Holga în speranța de a se reîntâlni cu fiica lui. [21] [22]
- Michelle Rodriguez ca Holga Kilgore, o barbară care a fost alungată din Tribul Elan Uthgardt pentru că s-a căsătorit cu o străină. [23] [24] Ea acționează ca o mamă surogat pentru Kira și este închisă cu Edgin. [21] [25]
- Regé-Jean Page ca Xenk Yendar, un paladin care a scăpat cu puțin timp înainte de „ascensiunea la putere” a lich-iului Szass Tam⁠(d) în Thay și, ca urmare, „îmbătrânește mai încet decât un om normal”. [23] [24]
  - Rylan Jackson ca tânărul Xenk. [26]
- Justice Smith⁠(d) ca Simon Aumar, un vrăjitor magic sălbatic semi-elf, care este descendentul lui Elminster Aumar⁠(d), un vrăjitor remarcabil. [23] [27] A fost anterior respins romantic de Doric.
- Sophia Lillis⁠(d) ca Doric, un druid Tiefling⁠(d)  crescut în Pădurea Neverwinter de o enclavă de elfi de pădure. Ea este membră a Enclavei de Smarald și a organizat un grup de rezistență împotriva Lordului Neverwinter care a vizat pădurea „pentru resursele sale”. [23]
- Hugh Grant ca Forge Fitzwilliam, un escroc și falsificator ambițios. [23] El este un fost membru al echipei lui Edgin și a avut grijă de fiica lui Edgin, Kira. După întemnițarea lui Edgin, el a devenit Domnul Neverwinter, a câștigat o mare bogăție și a primit sfaturi de la Sofina. [22] [28]
- Chloe Coleman⁠(d) ca Kira Darvis, fiica lui Edgin, în vârstă de 14 ani, care a căzut sub stăpânirea lui Forge, tutorele ei timp de doi ani după întemnițarea tatălui ei [21]
  - Sophia Nell-Huntley ca tânăra Kira [22]
- Daisy Head⁠(d) ca Sofina, un vrăjitor roșu din Thay [29] [30] aplecată spre necromanție și „legături cu magocrația tiranică a lui Thay”. [23]
- Jason Wong⁠(d) ca Dralas, un vrăjitor roșu din Thay care lucrează ca asasin pentru Sofina. [31]
- Bradley Cooper ca Marlamin, fostul soț al lui Holga. [32]
- Ian Hanmore⁠(d) ca Szass Tam⁠(d), un puternic vrăjitor roșu și conducătorul din Thay. [33]
- Georgia Landers ca Zia Darvis, regretata soție a lui Edgin.
- David Durham ca „Vrăjitorul planului eteric”, un mare vrăjitor și strămoșul patern al lui Simon.

În plus, în film apare Spencer Wilding⁠(d) în rolul lui Gorg, un deținut hobgoblin la Revel's End; Will Irvine ca Tobias, un gardian la Revel's End; Nicholas Blane⁠(d) în rolul cancelarului Anderton, un membru uman al Consiliului de Iertare de la închisoarea Revel's End; Bryan Larkin⁠(d) în rolul cancelarului Norixius, un dragon argintiu membru al Consiliului de Iertare de la închisoarea Revel's End; Clayton Grover în rolul cancelarului Jarnathan, un membru aarakocra al Consiliului; Sarah Amankwah ca baronesa Torbo, o femeie membră a Consiliului; Paul Bazely⁠(d) ca Porb Piradost, un nobil din Waterdeep; Hayley-Marie Axe în rolul lui Gwinn, o barbară care este a doua soție a lui Marlamin; Tom Morello⁠(d) în rolul lui Kimathi Stormhollow, un spectator la High Sun Games; și Jude Hill⁠(d) ca un băiat.
În plus, grupul de comedie Aunty Donna a interpretat vocile cadavrelor la lansarea în Australia a filmului. 
Personajele principale din animația Dungeons & Dragons apar cameo live-action în timpul Jocurilor High Sun, cu Edgar Abram ca Hank, Seamus O'Hara ca Presto, Emer McDaid ca Sheila, Trevor Kaneswaran ca Eric, Moe Sasegbon ca Diana și Luke Bennett ca Bobby.  